# K.k. Hof- und Staatsdruckerei
Die kaiserlich-königliche Hof- und Staatsdruckerei war die in der Reichs- und Residenzhauptstadt Wien des Kaisertum Österreichs und Österreich-Ungarns bis 1918 wirkende Sicherheitsdruckerei. Aus ihr wurde in der ersten Republik die Österreichische Staatsdruckerei.

## Gründung & Direktion Degen 1804–1827

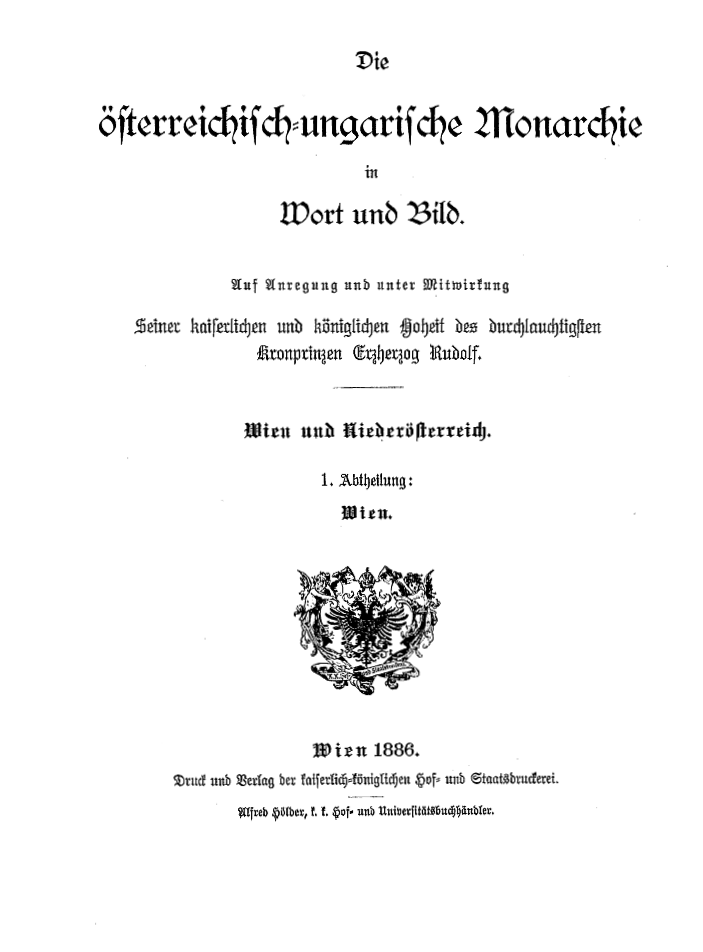
Seite von Band 1 des Kronprinzenwerks, Druck und Verlag der kaiserlich-königlichen Hof- und Staatsdruckerei 1886

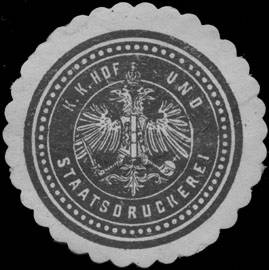
Siegelmarke K.K. Hof- und Staatsdruckerei, aus 1850–1923

Gegründet wurde sie von Kaiser Franz I. am 18. September 1804 als eigene Hof- und Staatsdruckerey in Wien und war im ärarischen Besitz (im Besitz des Hofes), so wurde sie dann auch kaiserlich-königliche Hof- und Staatsdruckerey genannt. Zweck der Gründung war es, sämtliche Druckarbeiten für staatliche und höfische Stellen kostenschonend in einer Hand zu bündeln – unter anderem eine Reaktion auf Preisabsprachen, mit denen vier der bisherigen Hofbuchdrucker die Preise hoch gehalten hatten. Aufgabe war es „Drucksorten für den Allerhöchsten Hof und die Hofstellen, als Actenpapiere, Tabellen, aber auch Gesetze, Verordnungen, Beschlüsse und Instructionen herzustellen, sodann die Staats-Creditpapiere unter eigener strenger Aufsicht anzufertigen.“
Als erster Leiter wurde kraft Vertrag mit der k.k. Hofkammer sowie der Finanz- und Commerz-Hofstelle vom 17. Oktober 1804 Joseph Vincenz von Degen (1761–1827). Die für die Öffentlichkeit gedachten Produkte verkaufte er zuerst über seine Buchhandlung. Ihr erster Standort befand sich im zweiten und dritten Stock des aufgelassenen Franziskanerklosters in der Singerstraße (1821–1862 Stadt Nr. 913 für das gesamte Franziskanerkloster; heute Singerstraße 26A, seit 1968 ein Teil der Universität für Musik und darstellende Kunst Wien) und sie hatte 16 bis 20 Holzpressen zur Verfügung. Das vorerst provisorische Projekt war zuerst auf ein Jahr begrenzt, um danach Kosten und Nutzen aufzurechnen. Der Nutzen war gegeben und so wurde es neun weitere Jahre als Provisorium betrieben. Sämtliche Beschwerden der Wiener Buchdrucker mittels Majestätsgesuchen (1806, 1807) fanden keine positive Erledigung. Wertpapiere und dergleichen wurden während der Dritten Koalitionskrieges (1805 bis 1809) in Pest, 1809 in Großwardein (heute Rumänien) gedruckt, 1809 bestand auch eine Felddruckerei zunächst in Gaunersdorf (heutiges Gaweinstal, Niederösterreich), dann in Budwitz (heute Tschechien). Im Jahre 1812 wurde im bisherigen Papiermagazin im ersten Stock ebenfalls ein Druckerei-Saal eingerichtet. Am 26. Jänner 1814 wurde aufgetragen, dass alle Publikationen über die Anstalt selbst zu verkaufen sind. Mit kaiserlicher Entschließung vom 21. Oktober 1814 wurde die Anstalt zur ständigen Einrichtung und von Degen mit 1. November 1814 ihr Direktor.

## Direktion Wohlfarth 1827–1840
Nach dem Tod von Degen wurde 1827 sein bisheriger Assistent Joseph Anton von Wohlfarth († 1849/1850) zum provisorischen und 1832 zum offiziellen Direktor ernannt. Seit 1831 gab es eine (k. k. Filial-)Staatsdruckerei in Lemberg (damals Galizien, heute Ukraine), welche bis 1871 bestand. Mit 1. August 1834 wurde dem Unternehmen die 1822 gegründete Hofkammer-Lithographie einverleibt. Nachdem im hinteren Trakt zur Seilerstätte ein einstöckiger Bau errichtet worden war, erhielt die Anstalt 1836 eine Dampfmaschine und zwei einfache Schnelldruckpressen. Im Jahre 1839 wurde der Drucksortenverkauf an die Schulbücher-Verschleiß-Administration (heutiger Österreichischer Bundesverlag) abgegeben. Wohlfarth versuchte, zu Lasten des Handwerks Unternehmensabläufe zu optimieren, was ihm aber nicht gelang. Auch so einige Staatsstellen ließen nach einiger Zeit andernorts drucken. Die Zahl der Arbeiter sank von 90 auf 45 im Jahre 1840, und selbst diese hatten über längere Zeit oft wenig zu tun. Seine erfolglose Betriebsführung führten zu einer Zwangspensionierung am 30. Mai 1840. Provisorischer Leiter wurde der Assistent der Lithographischen Abteilung, Albert Richard.

## Direktion Alois Auer 1841–1868

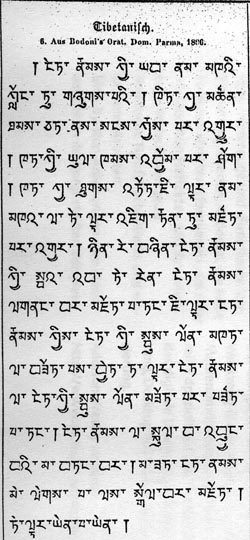
„Vater unser“ auf Tibetanisch, gedruckt in der Hof- und Staatsdruckerei

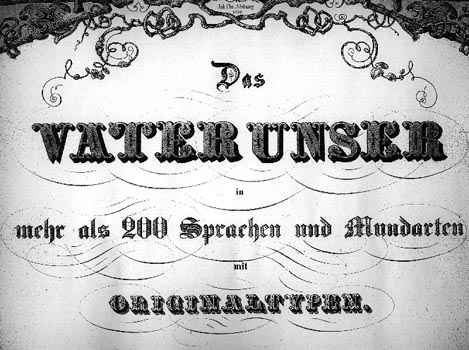
„Sprachenhalle“, "Vater unser in mehr als 200 Sprachen und Mundarten und Originaltypen", also in 55 fremdländischen Schriften

Am 24. Jänner 1841 wurde Alois Auer (1813–1869) zum Direktor der Hof- und Staatsdruckerei bestellt. Er trat sein Amt am 22. März 1841 an und führte es bis zum Jahr 1868. 1860 wurde er geadelt und nannte sich seitdem Alois Auer Ritter von Welsbach. Er war der Vater des Chemikers Carl Auer von Welsbach (1858–1929). 
Alois Auer brachte den Betrieb in der Seilerstätte 8 auf einen neuen zeitgemäßen Standard und gestaltete ihn kräftig um, wobei es mit der Zeit auch räumliche Ausdehnungen und Zu- und Aufbauten gab. Er berechnete ein neues abgestimmtes typometrisches System (Größe und Breite der Lettern), mit dem ihm eine Reformierung der Druckbuchstaben gelang. Auch zugekaufte Schriften anderer Hersteller wurden nach diesem System extra angefertigt. Im Oktober 1844 war komplett auf das neue System umgestellt worden. Mit Februar 1844 wurde begonnen fremdsprachige Lettern zu produzieren, zuallererst arabische für eine türkische Übersetzung der Handels- und Schiffahrtstraktate. Die Qualität wurde mit jenen vorzüglichen aus der Staatsdruckerei in Konstantinopel gleichgestellt. Dadurch wurden weitere Produkte angeregt, die ebenfalls alle in das typometrische System eingebunden wurden. Bei der Wiener Gewerbeausstellung im Jahre 1845 präsentierte sich die Hof- und Staatsdruckerei mit 60 fremdsprachlichen Alphabeten. 1851 existierten Lettern in 500 einheimischen und 104 ausländischen Alphabeten in verschiedenen Größen, die auch auf der Weltausstellung in London gezeigt wurden. Hinzu kamen Typen in Blindenschriften, in drei Größen für Europa und Asien. Dies war die zu dieser Zeit reichste Alphabetsammlung der Welt, die auch ins Ausland geliefert wurde. Unter Alois Auers Leitung wurde die Technik des Naturselbstdrucks zu höchster Perfektion entwickelt.

Häuserblock mit heutigen Hausnummern und verwinkelte Staatsdruckerei um 1850

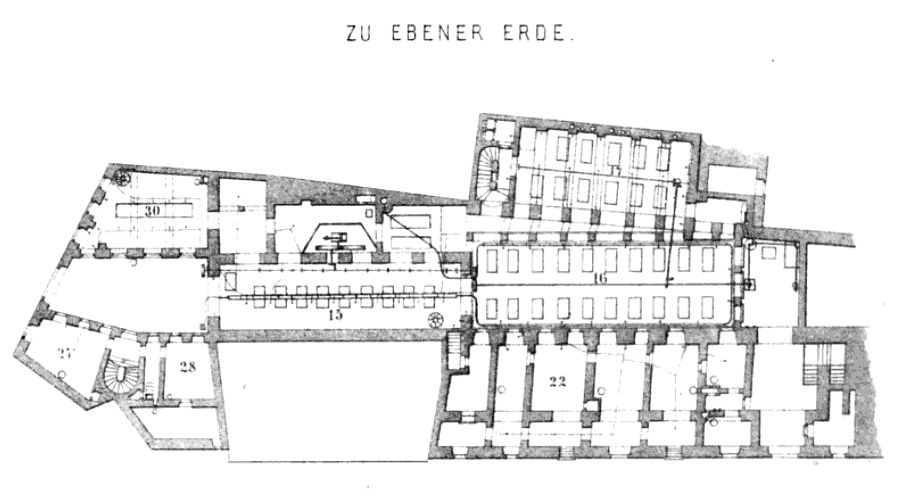
Grundriss der Staatsdruckerei in der Seilerstätte (links) / Singerstraße (unten), 1851

Von Welsbach baute auch eine interne Ausbildung auf, wo Lehrlinge, die teilweise aus den ärmsten Familien kamen, gegen ein geringes Entgelt in den Ruhestunden unter der Woche in verschiedenen Sprachen unterrichtet wurden, primär in Italienisch, Latein, Altgriechisch und Hebräisch und dann auch in Französisch, Englisch, Ungarisch, Böhmisch, Türkisch, Arabisch, Persisch, Japanisch, Chinesisch, und Sanskrit. An Sonn- und Feiertagen gab es Unterricht in Geographie und Geschichte sowie in sämtlichen Zweigen der Typographie. Ferner noch Vorträge über die deutsche Sprache, Literatur und Zeichen- und Schönschreibstunden. Körperliche Strafen waren streng untersagt. Die Lehrzeit war flexibel an den Lernerfolg gebunden. Nach dem theoretischen Erlernen von drei neueren Sprachen, praktischer Fertigkeit im Übersetzen und Sprechen und den nötigen Fertigkeiten für die technische Abteilung wurde der Lehrling freigesprochen. Mit Ausnahme der königlichen Druckerei in Paris, wo die Alphabet-Kenntnisse der einzelnen Sprachen gelehrt wurde, war diese Ausbildung europaweit einzigartig. Ab 1848 wurde das Wiener Know-how in Druckereien von Jerusalem bis Shanghai exportiert, welche zum Teil von der Hof- und Staatsdruckerei für Orden und Bischöfe eingerichtet wurden.
Durch die gestiegene Qualität der Drucke kamen vermehrt Auftraggeber und die Arbeitsleistung wurde von 8.000 Rieße im Jahre 1840 auf über 200.000 Rieße im Jahre 1850 gesteigert. Die Amtsdruckerei der Lottogefälls-Direktion Niederösterreich wurde 1842 eingegliedert. 1844 wurde auch der Verkauf der amtlichen Schriften von der Schulbücher-Verschleiß-Administration wieder an die Hof- und Staatsdruckerei übertragen. Die Zahl aller Arbeiter und Angestellten stieg von 115 im Jahre 1841 auf 868 im Jahre 1850; und trotzdem mussten noch Aufträge außer Haus vergeben werden. Die Zahl der Beamten blieb dabei gleich. Auch wurde vermehrt von nicht-amtlichen Stellen um Verwendung der Hof- und Staatsdruckerei angesucht und es entstanden vor allem wissenschaftliche und künstlerische Werke. Ab 1849 wurde die Produktion von Stempelmarken und ab 1850 mit jener von Briefmarken begonnen. Von 1851 bis 1867 wurde auch eine k. k. Filial-Staatsdruckerei in Temesvár unterhalten, die dann zur Königlich-ungarischen Staatsdruckerei wurde, nach Budapest zog und heute als Staatsdruckerei OAG Ungarn firmiert. Daneben unterstanden der Direktion noch eine komplette Druckerei im Handelsministerium, drei Steindruckpressen im Ministerium des Inneren und eine im Justiz-Ministerium. Für verschiedene Statthaltereien und Bezirkshauptmannschaften wurden Lithographien eingerichtet.

## k.k. Hof- und Staatsdruckerei 1867–1918

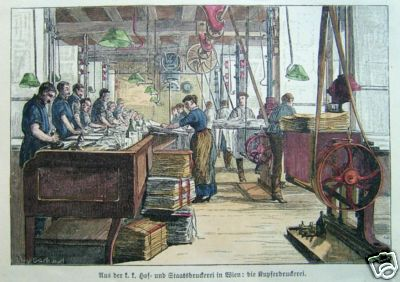
Kupferdruckerei um 1888

Mit 13. Oktober 1866 wurde Anton von Beck (1812–1895), seit 1860 Administrativer Direktor der Wiener Zeitung, unter Beibehaltung dieser Funktion, zum Direktor der Hof- und Staatsdruckerei ernannt. 1882 gab es neben dem Hauptgebäude in der nunmehrigen Singerstraße 26 / Seilerstätte 8 und verschiedenen Lagern eine Typographische Abteilung im Servitenkloster am Alsergrund, eine Schriftgießerei im Dominikanerkloster und einen Drucksortenverlag im Hoftrakt eines Hauses in der Beatrixgasse in Wien-Landstraße. Ab 1888 wurde das neue Gebäude am Rennweg 16 im 3. Bezirk Landstraße gebaut, wo sich bis 1888 der Kaiserliche Stadel befunden hatte. Dort wurden die verschiedenen Abteilungen ab 1891 vereint. Nach dem Ausscheiden Becks wurde 1892 der gelernte Soldat Hofrat Ottomar von Volkmer (1839–1901) zum Direktor bestellt. Im Jahre 1908 wurde ein zweites Gebäude am Rennweg 12a erbaut, einem von benachbarten Botanischer Garten abgetrennten Grundstück.
Nach Ende des Ersten Weltkrieges und dem Zusammenbruch der Monarchie wurde 1918 aus der k. k. Hof- und Staatsdruckerei die staatliche Österreichische Staatsdruckerei.
Die Wiener Zeitung wurde immer wieder bei der Hof- und Staatsdruckerei gedruckt und herausgegeben.

## Filialen
Diese Filialen waren keine Hof-Druckereien, nur Staatsdruckereien.
- k.k. Filial-Staatsdruckerei in Lemberg (auch einfach Staatsdruckerei in Lemberg, 1831–1871)
- k.k. Filial-Staatsdruckerei in Temesvár (auch einfach Staatsdruckerei in Temesvár, 1851–1867, dann k.u. Staatsdruckerei, zog 1868 nach Budapest und ist jetzt die Staatsdruckerei OAG Ungarn)